# 潘克韋

潘克韋（西班牙語：Panquehue），是智利的城鎮，位於該國中部瓦爾帕萊索大區的聖費利佩德阿空加瓜省，面積121.9平方公里，海拔高度511米，2012年人口6,837人，人口密度每平方公里56人。
32°46′16″S 70°50′12″W / 32.77111°S 70.83667°W